# United National Independence Party
United National Independence Party (UNIP) är ett politiskt parti i Zambia, bildat i oktober 1959.
UNIP:s förste partiledare var Mainza Chona. 1960 övertog Kenneth Kaunda partiledarposten, sedan han i januari släppts ur fängelse. 1964 till 1991 styrde UNIP landet, under Kaundas presidentskap, större delen av tiden som enda tillåtna parti.
När flerpartisystem 1991 återinfördes i landet förlorade UNIP makten.

I parlamentsvalet den 27 december 2001 erövrade UNIP 10,4 % av rösterna och 13 av 159 mandat. 
Samma dag fick partiets presidentkandidat, Tilyenji Kaunda (Kenneths son), 10,1 % i presidentvalet.
I valet den 28 september 2006 var partiet en del av valalliansen United Democratic Alliance.